# 地区対抗
地区対抗（ちくたいこう）とは、競技などにおいて異なった地区同士あるいはその代表が競い合う場合に多く用いられる語。「地区対抗戦」（地区を単位とする対抗戦）と同義であるが、省略して「地区対抗」と呼ぶ場合も多い。類似語に「地域対抗」（「地域対抗戦」も同義）がある。
競技会を指す場合、「○○地区対抗戦」（例：全国地区対抗戦）や「○○地区対抗××」（例：全国地区対抗予選）などのように本来の正式な大会名ではなく、その略称形である場合が多い。（「地区対抗」あるいは「地区対抗戦」そのものは一般名称的なもので、そのままの呼称では、いったいなんの競技なのか区別が難しく、それだけが正式名称である場合はほとんどない。

## 主な地区対抗戦
以下に記事として存在しているものを列挙する。
- 全国地区対抗競走：かつてボートレースで開催されていたＳＧ競走の一つ。
- 全国地区対抗戦：かつてオートレースで開催されていたGI競走の一つ。
- 全国地区対抗大学ラグビーフットボール大会：大学ラグビーの全国大会の一つ。通常「地区対抗」／「地区対抗戦」や「全国地区対抗」／「全国地区対抗戦」などと省略形で呼ばれることの方が多い。